# Kałan morski

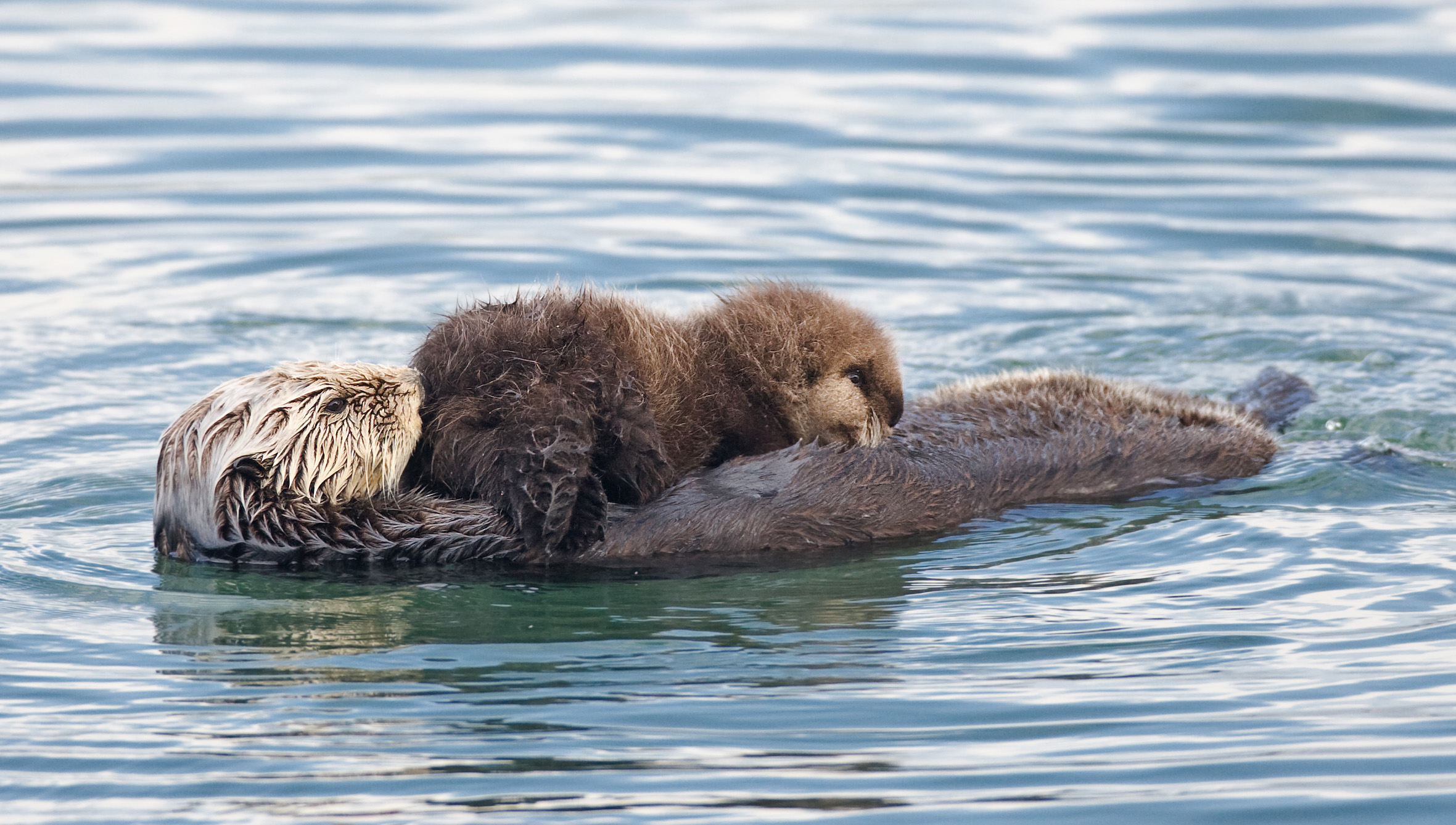
Matka ze szczenięciem w porcie Morro Bay. Samice mają dwa sutki i unoszą się na plecach, aby karmić swoje młode

Kałan morski, wydra morska, kałan, wydrozwierz (Enhydra lutris) – gatunek drapieżnego ssaka z rodziny łasicowatych (Mustelidae), jedyny przedstawiciel rodzaju Enhydra Fleming, 1822. Dorosłe kałany morskie ważą zazwyczaj od 14 do 45 kg, co czyni je najcięższymi członkami rodziny łasicowatych, ale jednymi z najmniejszych ssaków morskich. W przeciwieństwie do większości ssaków morskich, podstawową formą izolacji ich ciała przed niską temperaturą jest wyjątkowo gruba warstwa futra, najgęstsza w królestwie zwierząt. Chociaż kałan może chodzić po lądzie, jest w stanie prowadzić całkowicie oceaniczny tryb życia.
Kałan morski zamieszkuje środowiska przybrzeżne, gdzie nurkuje na dno morza w celu poszukiwania pożywienia. Żeruje głównie na bezkręgowcach morskich, takich jak jeżowce, różne mięczaki i skorupiaki oraz niektóre gatunki ryb. Jego zwyczaje żerowania są godne uwagi z kilku względów. Używanie skał do miażdżenia ofiar i otwierania muszli czyni go jednym z niewielu gatunków ssaków, które używają narzędzi. W większości swojego zasięgu występowania jest gatunkiem kluczowym, kontrolującym populacje jeżowców, które w przeciwnym razie wyrządziłyby ogromne szkody w ekosystemach lasów wodorostów. Jego dieta obejmuje gatunki, które są cenione jako żywność również przez ludzi, co prowadzi do konfliktów między kałanami a rybakami.
Kałany morskie, których liczbę szacowano niegdyś na 150 000–300 000, były przedmiotem intensywnych polowań dla ich futra w latach 1741–1911, a światowa populacja spadła do 1 000–2 000 osobników żyjących na ułamku ich historycznego zasięgu. Późniejszy międzynarodowy zakaz polowań, wysiłki na rzecz ochrony oraz programy reintrodukcji na uprzednio zajmowane obszary przyczyniły się do odbicia liczby osobników, a gatunek zajmuje około dwóch trzecich swojego dawnego zasięgu. Odbudowa populacji kałana morskiego jest uznawana za ważny sukces w ochronie środowiska morskiego, chociaż populacje na Aleutach i w Kalifornii ostatnio znów zmniejszyły się lub utrzymują na obniżonym poziomie. Z tych powodów zwierzę jest nadal klasyfikowane jako gatunek zagrożony.

## Ewolucja
Kałan morski jest najcięższym (arirania amazońska jest dłuższa, ale ma smuklejszą sylwetkę) członkiem rodziny Mustelidae, zróżnicowanej grupy, która obejmuje 13 gatunków wydr i zwierzęta lądowe, takie jak łasice, borsuki i norki. Jest wyjątkowy wśród Mustelidae, ponieważ nie kopie nor, nie ma funkcjonalnych gruczołów odbytowych i jest w stanie przeżyć całe swoje życie bez wychodzenia z wody. Jedyny żyjący członek rodzaju Enhydra; kałan morski jest tak różny od innych gatunków łasicowatych, że jeszcze w 1982 niektórzy naukowcy uważali, że jest bliżej spokrewniony z fokami. Analiza genetyczna wskazuje, że kałan morski i jego najbliżsi żyjący krewni, do których należą wydra plamoszyja, wydra europejska, wyderka białolica i wyderka orientalna, miały wspólnego przodka około 5 milionów lat temu.
Dowody kopalne wskazują, że linia Enhydra odizolowała się na północnym Pacyfiku około 2 miliony lat temu, dając początek nieistniejącej już Enhydra macrodonta i współczesnej wydrze morskiej, Enhydra lutris. Opisano dwa spokrewnione gatunki z plejstocenu – Enhydra reevei ze wschodniej Anglii oraz E. macrodonta z okolic hrabstwa Humboldt w północno-zachodniej Kalifornii w Stanach Zjednoczonych. Współczesna wydra morska ewoluowała początkowo w północnym Hokkaidō i Rosji, a następnie rozprzestrzeniła się na wschód na Wyspy Aleuckie, kontynentalną Alaskę i w dół wybrzeża Ameryki Północnej. W porównaniu z waleniami, syrenami i płetwonogimi, które pojawiły się w wodzie odpowiednio około 50, 40 i 20 milionów lat temu, wydra morska przystosowała się do życia w środowisku morskim stosunkowo niedawno. Pod pewnymi względami jednak jest lepiej przystosowana do wody niż płetwonogie, które muszą wychodzić na ląd lub lód, aby urodzić młode. Pełny genom północnej wydry morskiej (Enhydra lutris kenyoni) został zsekwencjonowany w 2017 i może pozwolić na zbadanie ewolucyjnej dywergencji wydry morskiej od lądowych łasicowatych.

## Systematyka
Pierwszy naukowy opis wydry morskiej zawarty jest w zapiskach Georga Stellera z 1751, a gatunek został opisany przez Karola Linneusza w jego przełomowym, 10. wydaniu Systema Naturae z 1758. Pierwotnie nazwany Lutra marina, przeszedł liczne zmiany nazw, zanim został zaakceptowany jako Enhydra lutris w 1922. Nazwa rodzajowa Enhydra, wywodzi się ze starożytnej greki en/εν „w” i hydra/ύδρα „woda”, co oznacza „w wodzie”, oraz łacińskie słowo lutris, oznaczające „wydrę”. Nieco inną etymologię nazwy rodzajowej podawał w 1904 roku amerykański zoolog Theodore Sherman Palmer: według niego pochodzi od greckiego słowa ενυδρις enhudris, ενυδριδος enhudridos oznaczającego „wydrę” (od ενυδρoς enhudros „żyjący w wodzie”). Dawniej bywał określany jako „bóbr morski”.

### Podgatunki
Wyróżniono kilka podgatunków E. lutris:
- E. lutris lutris
- E. lutris kenyoni
- E. lutris nereis – kałan kalifornijski

Enhydra lutris lutris (nominalny), azjatycki podgatunek, występuje od Wysp Kurylskich na północ od Japonii do rosyjskich Wysp Komandorskich w zachodniej części Oceanu Spokojnego. Na wschodnim Pacyfiku E. l. kenyoni, podgatunek północny, występuje od Aleutów na Alasce do Oregonu, a E. l. nereis, podgatunek południowy – kałan kalifornijski, występuje w środkowej i południowej Kalifornii. Azjatycka wydra morska jest największym podgatunkiem i ma nieco szerszą czaszkę i krótsze kości nosowe niż oba pozostałe podgatunki. Północne wydry morskie posiadają dłuższe żuchwy (dolne szczęki), podczas gdy południowe mają dłuższe rostrum i mniejsze zęby.

## Wygląd
Wydra morska jest jednym z najmniejszych gatunków ssaków morskich, ale jest najcięższym przedstawicielem łasicowatych. Samce wydry morskiej ważą zwykle od 22 do 45 kg i mierzą od 1,2 do 1,5 m długości, choć odnotowano osobniki o wadze do 54 kg. Samice są mniejsze, ważą od 14 do 33 kg i mierzą od 1,0 do 1,4 m długości. Jak na swoje rozmiary, bakulum samca wydry jest bardzo duże, masywne i wygięte do góry, mierząc 150 mm długości i 15 mm u podstawy.
W przeciwieństwie do większości innych ssaków morskich, wydra morska nie ma grubej warstwy tłuszczu i polega na swoim wyjątkowo gęstym futrze, aby utrzymać ciepło. Z maksymalnie 150 000 pasmami włosów na centymetr kwadratowy, jej futro jest najgęstsze ze wszystkich zwierząt. Sierść składa się z długich, wodoodpornych włosów okrywowych i krótkiego podszerstka; włosy okrywowe utrzymują gęstą warstwę podszerstka suchą. Pomiędzy grubym futrem a skórą znajduje się komora powietrzna, w której powietrze jest zatrzymywane i ogrzewane przez ciało. Zimna woda jest utrzymywana z dala od skóry, a utrata ciepła jest ograniczona. Jednakże potencjalną wadą tej formy izolacji jest kompresja warstwy powietrznej podczas nurkowania, co zmniejsza jakość izolacji futra na głębokości, kiedy zwierzę żeruje. Futro jest grube przez cały rok, ponieważ jest zrzucane i wymieniane stopniowo, a nie w określonym sezonie linienia. Ponieważ zdolność włosów okrywowych do odpychania wody zależy od jak największej czystości, wydra morska ma możliwość dotarcia i wypielęgnowania futra na każdej części ciała, wykorzystując swoją luźną skórę i niezwykle elastyczny szkielet. Ubarwienie futra jest zwykle głęboko brązowe ze srebrno-szarymi plamkami, ale może wahać się od żółtawego lub szarobrązowego do prawie czarnego. U dorosłych głowa, gardło i klatka piersiowa są jaśniejsze niż reszta ciała.
Wydra morska wykazuje liczne przystosowania do środowiska morskiego. Nozdrza i małe uszy mogą się zamykać. Tylne łapy, które zapewniają jej większość napędu podczas pływania, są długie, szeroko spłaszczone i w pełni płetwiaste. Piąty palec u każdej tylnej łapy jest najdłuższy, co ułatwia pływanie na grzbiecie, ale utrudnia chodzenie. Ogon jest dość krótki, gruby, lekko spłaszczony i umięśniony. Przednie łapy są krótkie z wysuwanymi pazurami, na dłoniach znajdują się twarde opuszki umożliwiające chwytanie śliskiej zdobyczy. Kości wykazują osteosklerozę, zwiększającą ich gęstość w celu zmniejszenia wyporności.
Wydra morska prezentuje wgląd w ewolucyjny proces wkroczenia ssaków do środowiska wodnego, co miało miejsce wielokrotnie w toku ewolucji ssaków. Powróciwszy do morza dopiero około 3 milionów lat temu, wydry morskie reprezentują obraz najwcześniejszego punktu przejścia od futra do warstwy tłuszczu. U wydr morskich futro jest nadal korzystne, biorąc pod uwagę ich niewielki rozmiar i dzielenie życia między środowisko wodne i lądowe. Jednak w miarę ewolucji i przystosowywania się wydr morskich do spędzania coraz większej części życia w morzu, ewolucja warstwy tłuszczowej sugeruje, że zależność od futra jako izolacji zostanie zastąpiona. Jest to szczególnie prawdopodobne z powodu faktu, że wydra morska nurkuje; w miarę jak nurkowanie staje się coraz dłuższe i głębsze, spada zdolność warstwy powietrza do zatrzymywania ciepła lub pływalności, podczas gdy warstwa tłuszczowa pozostaje wydajna w obu przypadkach. Warstwa tłuszczowa może również służyć jako źródło energii podczas głębokich nurkowań, co najprawdopodobniej okazałoby się korzystniejsze niż futro w ewolucyjnej przyszłości wydry morskiej.
Wydra morska przemieszcza się pod wodą, poruszając tylną częścią ciała, w tym ogonem i tylnymi łapami, w górę i w dół i jest w stanie osiągnąć prędkość do 9 kilometrów na godzinę. Kiedy jest pod wodą, jej ciało jest długie i opływowe, z krótkimi przednimi kończynami przyciśniętymi ściśle do klatki piersiowej. Kiedy znajduje się na powierzchni, zazwyczaj pływa na grzbiecie i porusza się, machając łapami i ogonem z boku na bok. W spoczynku wszystkie cztery kończyny mogą być złożone na tułowiu w celu zachowania ciepła, natomiast w szczególnie gorące dni tylne łapy mogą być trzymane pod wodą w celu ochłodzenia. Ciało wydry morskiej charakteryzuje się dużą wypornością ze względu na dużą pojemność płuc – około 2,5 razy większą niż u ssaków lądowych podobnej wielkości – oraz powietrze uwięzione w jej futrze. Wydra morska chodzi niezgrabnym, toczącym się chodem na lądzie, a biegać może ruchem skocznym.
Długie, bardzo wrażliwe wibrysy i przednie łapy pomagają wydrze morskiej znaleźć ofiarę za pomocą dotyku, gdy wody są ciemne lub mętne. Badacze zauważyli, że gdy zbliżają się na wprost, wydry morskie reagują szybciej, gdy wiatr wieje w kierunku zwierząt, co wskazuje, że zmysł węchu jest ważniejszy niż wzrok jako zmysł ostrzegawczy. Inne obserwacje wskazują, że zmysł wzroku wydry morskiej jest przydatny nad i pod wodą, choć nie tak dobry jak u fok. Jej słuch nie jest ani szczególnie ostry, ani słaby.
32 zęby dorosłego osobnika, zwłaszcza trzonowce, są spłaszczone i zaokrąglone, co umożliwia raczej miażdżenie niż cięcie pokarmu. Foki i wydry morskie są jedynymi zwierzętami mięsożernymi, u których występują dwie pary dolnych zębów siecznych, a nie trzy; wzór zębowy dorosłego osobnika to {\displaystyle {\frac {2.1.3.2}{3.1.3.1}}}. Zęby i kości są czasami zabarwione na fioletowo w wyniku spożycia jeżowców. Wydra morska ma tempo metabolizmu dwa lub trzy razy większe niż porównywalnej wielkości ssaki lądowe. Musi zjadać od 25 do 38% masy swojego ciała w pożywieniu każdego dnia, aby spalić kalorie niezbędne do przeciwdziałania utracie ciepła z powodu zimnego środowiska wodnego. Jej wydajność trawienia szacuje się na 80 do 85%, a pokarm jest trawiony i wydalany w ciągu zaledwie trzech godzin. Większość jej zapotrzebowania na wodę jest zaspokajana przez pożywienie, chociaż, w przeciwieństwie do większości innych ssaków morskich, pije również wodę morską. Stosunkowo duże nerki umożliwiają czerpanie słodkiej wody z wody morskiej i wydalanie skoncentrowanego moczu.

## Występowanie
Wydry morskie żyją w wodach przybrzeżnych o głębokości od 15 do 23 metrów, i zazwyczaj przebywają w odległości do kilometra od brzegu. Najczęściej można je spotkać w miejscach osłoniętych przed najsilniejszymi wiatrami oceanicznymi, takich jak skaliste wybrzeża, gęste lasy porośnięte wodorostami i rafy barierowe. Chociaż są one najsilniej związane z podłożem skalnym, wydry morskie mogą również żyć w obszarach, w których dno morskie składa się głównie z błota, piasku lub mułu. Ich północny zasięg jest ograniczony przez lód, ponieważ wydry morskie mogą przetrwać wśród lodu dryfującego, ale nie lądolodu. Osobniki zazwyczaj zajmują obszar domowy o długości kilku kilometrów i pozostają tam przez cały rok.
Uważa się, że populacja wydry morskiej wynosiła kiedyś od 150 000 do 300 000 osobników, rozciągając się łukiem przez północny Pacyfik od północnej Japonii do środkowego półwyspu Baja California w Meksyku. Handel futrami, który rozpoczął się w latach 40. XVII wieku, zmniejszył liczebność wydry morskiej do około 1000-2000 osobników w 13 koloniach. Zapisy myśliwskie badane przez historyka Adele Ogden umieszczają najdalej na zachód wysuniętą granicę terenów łowieckich przy północnej japońskiej wyspie Hokkaido i najdalej na wschód wysuniętą granicę przy Punta Morro Hermosa około 21+1⁄2 mil (34,6 km) na południe od Punta Eugenia, najbardziej wysuniętego na zachód cypla Baja California w Meksyku.
W około dwóch trzecich swojego dawnego zasięgu gatunek jest na różnym poziomie odnowy, z wysoką gęstością populacji w niektórych obszarach i zagrożonymi populacjami w innych. Wydry morskie mają obecnie stabilne populacje w częściach wschodniego wybrzeża Rosji, na Alasce, w Kolumbii Brytyjskiej, Waszyngtonie i Kalifornii, z doniesieniami o ponownej kolonizacji w Meksyku i Japonii. Szacunki populacji dokonane w latach 2004–2007 dają ogólnoświatową liczbę około 107 000 wydr morskich.

### Japonia
Adele Ogden napisała w The California Sea Otter Trade, że na wydry morskie polowano „od Yezo na północny wschód, przez Wyspy Kurylskie i Kamczatkę do łańcucha Aleutów”. „Yezo” odnosi się do wyspy Hokkaido w północnej Japonii; jedyna potwierdzona populacja wydr morskich na terytorium Japonii znajduje się na wybrzeżu otaczającym miasto Erimo na Hokkaido.

### Rosja
Obecnie najbardziej stabilną i bezpieczną częścią zasięgu wydry morskiej jest Rosja. Przed XIX wiekiem około 20 000 do 25 000 wydr morskich żyło w pobliżu Wysp Kurylskich, a więcej w pobliżu Kamczatki i Wysp Komandorskich. Po latach Wielkiego Polowania populacja na tych obszarach, obecnie należących do Rosji, wynosiła zaledwie 750 osobników. Do 2004 r. wydry morskie ponownie zasiedliły wszystkie swoje dawne siedliska na tych obszarach, a ich całkowitą populację szacuje się na około 27 000 osobników. Spośród nich około 19 000 znajduje się na Kurylach, 2000 do 3500 na Kamczatce i kolejne 5000 do 5500 na Wyspach Komandorskich. Wzrost nieznacznie zwolnił, co sugeruje, że liczba ta osiąga granicę pojemności środowiskowej.

### Kolumbia Brytyjska
Wzdłuż wybrzeża Ameryki Północnej na południe od Alaski zasięg wydry morskiej jest nieciągły. Pozostała populacja przetrwała na wyspie Vancouver do XX wieku, ale wymarła pomimo międzynarodowego traktatu o ochronie z 1911 roku, a ostatnia wydra morska została odłowiona w pobliżu Kyuquot w 1929 roku. W latach 1969–1972 89 wydr morskich zostało przewiezionych lub przetransportowanych z Alaski na zachodnie wybrzeże wyspy Vancouver. Populacja ta wzrosła do ponad 5600 osobników w 2013 r. z szacowaną roczną dynamiką wzrostu na poziomie 7,2%, a ich zasięg na zachodnim wybrzeżu wyspy rozciągał się na północ do Przylądka Scotta i przez Cieśninę Królowej Charlotty do Archipelagu Broughton oraz na południe do Clayoquot Sound i Tofino. W 1989 r. odkryto odrębną kolonię na środkowym wybrzeżu Kolumbii Brytyjskiej. Nie wiadomo, czy kolonia ta, która w 2004 r. liczyła około 300 osobników, została założona przez przesiedlone wydry, czy też była pozostałością populacji, która pozostała niewykryta. Do 2013 r. populacja ta przekroczyła 1100 osobników, rosła w tempie szacowanym na 12,6% rocznie, a jej zasięg obejmował wyspę Aristizábal i Milbanke Sound na południe do wyspy Calvert. W 2008 r. Kanada określiła status wydr morskich jako „szczególnej troski”.

### Stany Zjednoczone

#### Alaska
Alaska jest centralnym obszarem występowania wydry morskiej. W 1973 r. populację szacowano na 100 000 do 125 000 zwierząt. Jednak do 2006 r. spadła do 73 000 zwierząt. Za większość tego spadku odpowiadają Aleuty; przyczyna nie jest znana, choć podejrzewa się drapieżnictwo orki. Populacja wydry morskiej w Zatoce Księcia Williama również mocno ucierpiała w wyniku wycieku ropy Exxon Valdez, który zabił tysiące wydr w 1989.

#### Waszyngton
W 1969 i 1970 roku 59 wydr morskich zostało przeniesionych z wyspy Amchitka do Waszyngtonu i wypuszczonych w pobliżu La Push i Point Grenville. Szacuje się, że przeniesiona populacja zmniejszyła się do 10-43 osobników, a następnie wzrosła, osiągając 208 osobników w 1989 roku. W 2017 roku populację szacowano na ponad 2000 osobników, a jej zasięg rozciąga się od Point Grenville na południu do Cape Flattery na północy i na wschód do Pillar Point wzdłuż Cieśniny Juan de Fuca.

#### Oregon
Ostatnia rodzima wydra morska w Oregonie została prawdopodobnie zastrzelona w 1906 roku. W 1970 i 1971 roku z wyspy Amczitka na Alasce na południowe wybrzeże Oregonu przesiedlono łącznie 95 wydr morskich. Jednak ta próba translokacji nie powiodła się i wydry wkrótce ponownie zniknęły ze stanu. W 2004 r. samiec wydry morskiej zamieszkał na rafie Simpson u wybrzeży przylądka Arago na sześć miesięcy. Uważa się, że samiec ten pochodził z kolonii w Waszyngtonie, ale zniknął po sztormie na wybrzeżu. 18 lutego 2009 r. samiec wydry morskiej został zauważony w Depoe Bay u wybrzeży Oregonu. Mógł on przybyć do tego stanu z Kalifornii lub Waszyngtonu.

#### Kalifornia
Historyczną populację wydr kalifornijskich szacowano na 16 000, zanim handel futrami ją zdziesiątkował, co doprowadziło do jej domniemanego wymarcia. Dzisiejsza populacja wydr kalifornijskich to potomkowie pojedynczej kolonii około 50 osobników ulokowanej w pobliżu Bixby Creek Bridge w marcu 1938 r. przez Howarda G. Sharpe’a, właściciela pobliskiego Rainbow Lodge na Bixby Bridge w Big Sur. Ich podstawowy zasięg stopniowo się rozszerzał i rozciąga się od Pigeon Point w hrabstwie San Mateo do hrabstwa Santa Barbara.

## Tryb życia
Wydra morska jest zwierzęciem prowadzącym dzienny tryb życia. Okres żerowania i odżywiania się rozpoczyna rano, na godzinę przed wschodem słońca, po czym odpoczywa lub śpi w połowie dnia. Żerowanie wznawia na kilka godzin po południu i kończy przed zachodem słońca, zaś trzeci okres żerowania może wystąpić około północy. Samice z młodymi wydają się być bardziej skłonne do żerowania w nocy. Obserwacje dotyczące ilości czasu, jaki wydra morska musi spędzić każdego dnia na żerowaniu, wahają się od 24 do 60%, prawdopodobnie w zależności od dostępności pożywienia na danym obszarze.
Wydry morskie spędzają wiele czasu na pielęgnacji, na którą składa się czyszczenie futra, rozplątywanie splątanych kłębów, usuwanie zbędnej sierści, pocieranie futra w celu wyciśnięcia wody i wprowadzenia powietrza oraz wdmuchiwanie powietrza. Dla przypadkowych obserwatorów wygląda to tak, jakby zwierzęta się drapały, jednak nic nie wiadomo na temat tego, by miały w futrze wszy lub inne pasożyty. Podczas odżywiania wydry morskie często obracają się na powierzchni wody, najprawdopodobniej po to, by zmyć z futra resztki jedzenia.

### Żerowanie
Wydra morska poluje w trakcie krótkich nurkowań, często na dno morza. Chociaż może wstrzymać oddech do pięciu minut, jej zanurzenia trwają zwykle około jednej minuty i nie dłużej niż cztery. Jest jedynym zwierzęciem morskim zdolnym do podnoszenia i przewracania skał, co często robi przednimi łapami w poszukiwaniu zdobyczy. Wydra morska może również wyławiać ślimaki i inne organizmy z alg i kopać głęboko w podwodnym błocie w poszukiwaniu małży. Jest jedynym ssakiem morskim, który łapie ryby raczej przednimi łapami niż zębami.
Pod przednimi łapami wydra morska ma luźną sakiewkę ze skóry, która rozciąga się na całą klatkę piersiową. W tym woreczku (zwykle lewym) zwierzę przechowuje zebrany pokarm, który ma wynieść na powierzchnię. Znajduje się tam również kamień, unikalny dla wydry, który służy do rozbijania skorupiaków i małży. Na powierzchni wydra morska odżywia się, unosząc się na grzbiecie, używając przednich łap do rozdzielania pokarmu i przenoszenia go do pyska. Może przeżuwać i połykać małe małże wraz z ich muszlami, podczas gdy duże muszle małży mogą być rozrywane. Używa swoich dolnych siekaczy, aby dostać się do mięsa mięczaków. Aby zjeść duże jeżowce, które są w większości pokryte kolcami, gryzie spodnią stronę, gdzie kolce są najkrótsze, i wylizuje miękką zawartość z muszli.
Wykorzystywanie kamieni podczas polowania i żerowania sprawia, że jest ona jednym z niewielu gatunków ssaków, które używają narzędzi. Aby otworzyć twarde muszle, może uderzać ofiarę obiema łapami o kamień znajdujący się na jej klatce piersiowej. Aby oderwać małża od skały, uderza w jego muszlę za pomocą dużego kamienia, w tempie 45 uderzeń w ciągu 15 sekund. Oderwanie małża, który może przylgnąć do skały z siłą równą 4000-krotności masy własnego ciała, wymaga wielokrotnego nurkowania.

### Struktura społeczna
Chociaż każdy dorosły oraz młody, samodzielny osobnik żeruje samotnie, wydry morskie zwykle odpoczywają razem w jednopłciowych grupach. Grupa składa się zazwyczaj z 10-100 osobników, przy czym grupy samców są liczniejsze od grup samic. Największa jaką zaobserwowano liczyła ponad 2000 wydr morskich. Aby nie dryfować podczas odpoczynku i jedzenia, wydry morskie mogą owijać się algami.
Samiec wydry morskiej ma największe szanse na kopulację, jeśli utrzymuje terytorium lęgowe w obszarze preferowanym przez samice. Ponieważ jesień jest szczytem sezonu lęgowego na większości zasięgu występowania, samce zazwyczaj bronią swojego terytorium tylko od wiosny do jesieni. W tym czasie patrolują granice terytoriów, aby odstraszyć potencjalnych rywali, chociaż do walki dochodzi rzadko. Dorosłe samice swobodnie przemieszczają się między terytoriami samców; stosunek liczebności samic do samców przewyższa średnio pięć do jednego. Samce, które nie mają terytoriów, zwykle gromadzą się w dużych, wyłącznie męskich grupach i przepływają przez obszary zajmowane przez samice w poszukiwaniu partnerki.
Gatunek wykazuje różnorodne zachowania o charakterze wokalizującym. Wołanie szczenięcia jest często porównywane do krzyku mewy. Samice gulgoczą, gdy są zadowolone; samce mogą zamiast tego chrząkać. Zaniepokojone lub przestraszone dorosłe osobniki mogą gwizdać, syczeć, a w skrajnych okolicznościach także krzyczeć. Chociaż potrafią być skore do zabawy i towarzyskie, nie są uważane za prawdziwie społeczne zwierzęta. Spędzają dużo czasu samotnie, a każdy dorosły osobnik może zaspokoić swoje własne potrzeby łowieckie, pielęgnacyjne i obronne.

### Rozmnażanie i cykl życiowy
Wydry morskie są poligamiczne: samce mają wiele partnerek, zazwyczaj zamieszkujących ich terytorium. Jeśli terytorium nie jest ustanowione, szukają samic w okresie rui. Kiedy samiec wydry morskiej znajdzie chętną samicę, oboje angażują się w zabawy oraz czasami agresywne zachowanie. Łączy ich czas trwania rui, czyli 3 dni. Samiec trzyma głowę samicy lub nos swoimi szczękami podczas kopulacji. Często u samic pojawiają się widoczne blizny po takim zachowaniu.
Narodziny zdarzają się przez cały rok, ze szczytem między majem a czerwcem w populacjach północnych i między styczniem a marcem w populacjach południowych. Wydaje się, że okres ciąży waha się od czterech do dwunastu miesięcy, ponieważ zwierzę jest zdolne do opóźnionej implantacji, po której następuje cztery miesiące ciąży. W Kalifornii wydry morskie zwykle rozmnażają się co roku, około dwa razy częściej niż te na Alasce.
Narodziny zwykle odbywają się w wodzie i zwykle dają jedno szczenię ważące od 1,4 do 2,3 kilograma. Bliźnięta występują u 2% urodzeń; jednak zwykle tylko jedno szczenię przeżywa. Po urodzeniu oczy są otwarte, widoczne jest dziesięć zębów, a szczenię ma grubą warstwę sierści. Zaobserwowano, że matki godzinami wylizują i puszą noworodka; po pielęgnacji futro szczenięcia zachowuje tak dużo powietrza, że szczenię unosi się na wodzie jak korek i nie może zanurkować. Puszyste dziecięce futro zostaje zastąpione po około 13 tygodniach.
Karmienie trwa od sześciu do ośmiu miesięcy w populacjach kalifornijskich i od czterech do dwunastu miesięcy na Alasce, przy czym matka zaczyna podawać kawałki zdobyczy w wieku od jednego do dwóch miesięcy. Mleko z dwóch brzusznych sutków wydry morskiej jest bogate w tłuszcz i bardziej podobne do mleka innych ssaków morskich niż do mleka innych łasicowatych. Młode, pod opieką matki, ćwiczy pływanie i nurkowanie przez kilka tygodni, zanim będzie w stanie dotrzeć do dna morskiego. Początkowo obiekty, które wyciąga są mało wartościowe pod względem pokarmowym, np. jaskrawo ubarwione rozgwiazdy i otoczaki. Młode osobniki są zazwyczaj niezależne mając od sześciu do ośmiu miesięcy, ale matka może być zmuszona do porzucenia szczenięcia, jeśli nie może znaleźć dla niego wystarczającej ilości pożywienia; z drugiej strony, szczenię może być karmione aż do osiągnięcia niemal dorosłego wieku. Śmiertelność szczeniąt jest wysoka, szczególnie podczas pierwszej zimy – według jednych szacunków tylko 25% szczeniąt przeżywa pierwszy rok. Szczenięta urodzone przez doświadczone matki mają najwyższe wskaźniki przeżywalności.
Samice wykonują wszystkie zadania związane z karmieniem i wychowywaniem potomstwa, a czasami były obserwowane podczas opieki nad osieroconymi szczeniętami. Wiele napisano o poziomie poświęcenia matek wydr morskich dla swoich szczeniąt – matka poświęca swojemu niemowlęciu niemal nieustanną uwagę, trzymając je na piersi z dala od zimnej wody i uważnie pielęgnując jego futro. Podczas żerowania pozostawia swoje szczenię unoszące się na wodzie, czasami owinięte w algi, aby nie odpłynęło; jeśli szczenię nie śpi, głośno płacze aż do jej powrotu. Znane są przypadki, że matki noszą swoje szczenięta przez wiele dni po ich śmierci.
Samice stają się dojrzałe płciowo w wieku około trzech lub czterech lat, a samce w wieku około pięciu; jednak samce często nie rozmnażają się aż do kilku lat po tym czasie. Samiec w niewoli spłodził potomstwo w wieku 19 lat. W środowisku naturalnym wydry morskie dożywają maksymalnie 23 lat, przy czym długość życia wynosi od 10 do 15 lat dla samców i 15–20 lat dla samic. Kilka osobników żyjących w niewoli przekroczyło 20 lat, a samica w Seattle Aquarium zmarła w wieku 28 lat. Wydry morskie na wolności często mają zużyte zęby, co może tłumaczyć ich widocznie krótszą długość życia.

## Ekologia

### Pożywienie
Wysokie potrzeby energetyczne metabolizmu wydry morskiej wymagają od niej spożywania codziennie pokarmu stanowiącego co najmniej 20% masy jej ciała. Pływanie na powierzchni i żerowanie są głównymi czynnikami wysokich wydatków energetycznych, ze względu na opór na powierzchni wody podczas pływania i termiczną utratę ciepła podczas głębokiego nurkowania podczas żerowania. Mięśnie wydry morskiej są specjalnie przystosowane do wytwarzania ciepła bez aktywności fizycznej.
Wydry morskie odżywiają się ponad 100 gatunkami zwierząt. Na większości terytorium, dieta wydry morskiej składa się prawie wyłącznie z morskich bezkręgowców dennych, w tym jeżowców, Urechis unicinctus, różnych małży, takich jak omułki, słuchotki, innych mięczaków, skorupiaków i ślimaków. Jej zdobycz ma różne rozmiary od maleńkich czareczek i krabów do ośmiornic olbrzymich. Tam, gdzie zdobycz, taka jak jeżowce, małże i uchowce występuje w różnych rozmiarach, wydry morskie zwykle wybierają większe sztuki podobnego rodzaju. W Kalifornii zauważono, że ignorują małże Tivela stultorum mniejsze niż 3 cale (76 mm) średnicy.
Na kilku obszarach północnych rejonów występowania zjada również ryby. W badaniach przeprowadzonych na wyspie Amczitka w latach 60. XX wieku, gdzie populacja wydry morskiej była na granicy pojemności środowiska, 50% pokarmu znalezionego w żołądkach wydry morskiej stanowiły ryby. Gatunki ryb były zazwyczaj formami żyjącymi na dnie, takimi jak Hemilepidotus hemilepidotus i rodzina Tetraodontidae. Jednak na południe od Alaski na wybrzeżu Ameryki Północnej ryby stanowią znikomą lub skrajnie niewielką część diety wydr. Wbrew popularnym wyobrażeniom, wydry morskie rzadko jedzą rozgwiazdy, a wszelkie spożywane algi morskie przechodzą przez układ pokarmowy wydry niestrawione.
Osobniki żyjące na danym obszarze często różnią się metodami żerowania i rodzajami ofiar, i zwykle podążają za wzorcami swoich matek. Dieta lokalnych populacji również zmienia się w czasie, ponieważ wydry mogą znacznie uszczuplić populacje wysoce preferowanych ofiar, takich jak duże jeżowce; a na dostępność ofiar wpływają również inne czynniki, takie jak połowy prowadzone przez ludzi. Wydry morskie mogą całkowicie usunąć z danego obszaru uchowce, z wyjątkiem osobników znajdujących się w głębokich szczelinach skalnych, jednak nigdy nie wymazują całkowicie gatunku z danego obszaru. Badanie przeprowadzone w 2007 w Kalifornii wykazało, że w obszarach, w których pożywienie było stosunkowo rzadkie, spożywana była szersza gama zdobyczy. Co jednak zaskakujące, diety indywidualnych osobników były na tych obszarach bardziej wyspecjalizowane niż na obszarach, gdzie pokarm był obfity.

### Jako gatunek kluczowy
Wydry morskie są klasycznym przykładem gatunku kluczowego; ich obecność wpływa na ekosystem silniej niż wskazywałaby na to ich rozmiar i liczebność. Utrzymują w ryzach populację niektórych bentosowych roślinożerców, w szczególności jeżowców. Jeżowce żerują na dole łodyg alg morskich, powodując ich dryfowanie i obumieranie. Utrata siedliska i składników odżywczych dostarczanych przez lasy wodorostów prowadzi do głębokich efektów kaskadowych w ekosystemie morskim. Obszary północnego Pacyfiku, w których nie ma wydr morskich, często zamieniają się w kolonie jeżowców, gdzie nie ma lasów wodorostów. Lasy te są niezwykle wydajnymi ekosystemami; sekwestrują (absorbują i wychwytują) CO2 z atmosfery poprzez fotosyntezę. Wydry morskie mogą pomóc złagodzić skutki zmian klimatycznych poprzez ich kaskadowy wpływ troficzny.
Reintrodukcja wydr morskich w Kolumbii Brytyjskiej doprowadziła do dramatycznej poprawy kondycji ekosystemów przybrzeżnych, a podobne zmiany zaobserwowano, gdy populacje wydr odbudowały się na Wyspach Aleuckich i Komandorskich oraz na wybrzeżu Big Sur w Kalifornii. Jednak niektóre ekosystemy lasów wodorostów w Kalifornii rozwinęły się również bez wydr morskich, z populacjami jeżowców najwyraźniej kontrolowanymi przez inne czynniki. Zaobserwowano, że rola wydr morskich w utrzymaniu wodorostów jest ważniejsza na obszarach otwartego wybrzeża niż w bardziej chronionych zatokach i estuariach.
Wydry morskie wpływają na ekosystemy skaliste, które są zdominowane przez skupiska małży, poprzez usuwanie ich ze skał. Pozwala to na uzyskanie przestrzeni dla konkurencyjnych gatunków i zwiększa różnorodność biologiczną.

### Drapieżniki
Do głównych drapieżników wśród ssaków należą orki i lwy morskie, także bieliki mogą chwytać młode z powierzchni wody. Młode drapieżniki mogą zabić wydrę i nie zjeść jej. Na lądzie młode wydry morskie mogą spotykać się z atakami niedźwiedzi i kojotów. W Kalifornii głównym drapieżnikiem są żarłacze białe, choć nie ma dowodów, że rekiny je zjadają.
Wilki występujące na południowo-zachodnim wybrzeżu Alaski także żywią się wydrami morskimi. Prawie jedna trzecia wilków żyjących przy brzegu morskim na Alasce ma je w swojej diecie.
Miejskie spływy przenoszące kocie odchody do oceanu przenoszą pierwotniaka Toxoplasma gondii, pasożyta obligatoryjnego kotowatych, który zabija wydry morskie. Pasożytnicze infekcje Sarcocystis neurona również wiążą się z działalnością człowieka. Według United States Geological Survey oraz Centers for Disease Control and Prevention, północne wydry morskie u wybrzeży Waszyngtonu zostały zarażone wirusem grypy H1N1 i „mogą być nowo zidentyfikowanymi zwierzęcymi nosicielami wirusów grypy”.

## Relacje z ludźmi

### Historia polowań
Kałany morskie mają najgęstsze futro ze wszystkich ssaków, co czyni je częstym celem ataków myśliwych. Znaleziska archeologiczne wskazują, że przez tysiące lat rdzenni mieszkańcy polowali na kałany dla pożywienia i futra. Polowania na wielką skalę, będące częścią Morskiego Handlu Futrami, które ostatecznie doprowadziły do zabicia około miliona wydr morskich, rozpoczęły się w XVIII wieku, kiedy myśliwi i handlarze zaczęli przybywać z całego świata, aby zaspokoić popyt na skóry wydr, które były jednym z najcenniejszych na świecie rodzajów futra.

### Ochrona
Do roku 1840 prawie wszystkie kalifornijskie wydry morskie zostały wytępione. Handel futrami został zakazany w 1910, wraz z podpisaniem traktatu między Ameryką, Japonią, Rosją i Wielką Brytanią. Zwierzęta te są chronione przez ustawę o ochronie ssaków morskich z 1972. Zgodnie z nią, odłów wydr morskich jest obecnie dozwolony tylko miejscowej ludności Alaski i jest utrzymywany pod ścisłą obserwacją przez amerykańską agencję federalną Fish and Wildlife Service. Polowanie jest dozwolone dla tubylców tylko w celach użytku osobistego, rzemiosła, handlu lub tworzenia ubrań na własny użytek.

### Wpływ ekonomiczny
Niektóre z preferowanych przez kałany zdobyczy, zwłaszcza małże i kraby, są również źródłem pożywienia dla ludzi. W niektórych rejonach masowy spadek zbiorów skorupiaków został przypisany wydrze morskiej, a przedmiotem intensywnej debaty publicznej stał się sposób zarządzania konkurencją między kałanami a ludźmi o owoce morza.
Dyskusja jest złożona, ponieważ kałany morskie były czasami uznawane za odpowiedzialne za spadek zasobów skorupiaków, który był w rzeczywistości najprawdopodobniej spowodowany przełowieniem, chorobami, zanieczyszczeniem i działalnością sejsmiczną. Spadki liczebności skorupiaków wystąpiły również w wielu częściach północnoamerykańskiego wybrzeża Pacyfiku, na których kałany morskie nie występują, a obrońcy środowiska zauważają, że istnienie dużych skupisk skorupiaków na wybrzeżu jest niedawnym zjawiskiem wynikającym z handlu futrami, który doprowadził do prawie całkowitego wytrzebienia wydry morskiej. Chociaż wiele czynników wpływa na liczebność zasobów skorupiaków, drapieżnictwo wydry morskiej może uszczuplić łowisko do punktu, w którym nie jest ono już komercyjnie opłacalne. Naukowcy zgadzają się, że wydry morskie i łowiska małży nie mogą istnieć na tym samym obszarze, i to samo jest prawdopodobne dla innych rodzajów skorupiaków.
Wiele aspektów interakcji między wydrami morskimi a gospodarką człowieka nie jest tak bezpośrednio odczuwalnych. Wydrom przypisuje się wkład w przemysł pozyskiwania wodorostów poprzez dobrze znaną rolę w kontrolowaniu populacji jeżowców; wodorosty są wykorzystywane do produkcji różnych produktów spożywczych i farmaceutycznych. Chociaż nurkowie zbierają czerwone jeżowce (Mesocentrotus franciscanus) zarówno w celach kulinarnych, jak i dla ochrony alg, to wydry morskie polują na więcej gatunków jeżowców i są bardziej konsekwentnie skuteczne w kontrolowaniu tych populacji. E. lutris jest drapieżnikiem kontrolującym populację kraba Paralithodes camtschaticus na Morzu Beringa, który w przeciwnym razie wymknąłby się spod kontroli, jak to ma miejsce na Morzu Barentsa, gdzie jest gatunkiem inwazyjnym (wydry z Morza Berentsa, Lutra lutra, zajmują tę samą niszę ekologiczną, dlatego uważa się, że pomagają kontrolować je w Morzu Barentsa, ale nie zostało to zbadane.). Zdrowie ekosystemu lasu kelpowego jest istotne dla pożywiania się populacji ryb, w tym gatunków ryb o znaczeniu komercyjnym. Na niektórych obszarach kałany morskie są popularnymi atrakcjami turystycznymi, przyciągając gości do okolicznych hoteli, restauracji i do odbywania wypraw mających na celu ich obserwację.